# Stop for a Minute
Stop for a Minute ist ein Popsong von Sandra aus dem Jahr 1987.

## Entstehung und Veröffentlichung
Das Lied wurde von Klaus Hirschburger (Text) und von Michael Cretu (Musik) geschrieben sowie von Cretu produziert. Stop for a Minute ist ein Midtempo-Synthiepop-Song. Im Songtext bittet die Protagonistin den Partner in einer Beziehung, etwas innezuhalten und seine Gefühle zu überprüfen, da die eigenen ihm gegenüber echt seien.
Die Single wurde im Januar 1988 bei Virgin Records als zweite Single aus dem Kompilationsalbum Ten on One (The Singles) veröffentlicht. Auf der B-Seite befindet sich der Song Two Lovers Tonight. Es existiert auch eine 6:19 Minuten lange Maxi-Version, die auf der Maxi-Single zusätzlich durch die 7″-Version ergänzt wird. Stop for a Minute erschien auf einigen weiteren Kompilationen und Best-Of-Alben, wie zum Beispiel Ronny’s Pop Show ’88 oder 2009 auf The Platinum Collection.
Das Lied wurde von Sandra im Tatort: Salü Palu in einem Club aufgeführt. Sandra trat zudem mit dem Titel am 23. März 1988 in der ZDF-Hitparade als Platz drei der zu dieser Zeit über ein Tippscheinverfahren ermittelten Titel auf.

## Musikvideo
Die Regie des Musikvideos führten Rudi Dolezal und Hannes Rossacher alias DoRo. Das Video nutzt Material aus Sandras Auftritt im Tatort.

## Charts und Chartplatzierungen
Die Single erreichte die Top 10 in Deutschland sowie Platz 14 in der Schweiz. Die Single war in den deutschen Charts vom 8. Februar bis zum 18. April 1988 platziert.
| ChartsChartplatzierungen | Höchstplatzierung | Wochen |
| ------------------------ | ----------------- | ------ |
| Deutschland (GfK)        | 9 (11 Wo.)        | 11     |
| Schweiz (IFPI)           | 14 (6 Wo.)        | 6      |